# Ernst Buss
Ernst Buss, auch Ernst Buß (* 15. März 1843 in Tenniken; † 13. Mai 1928 in Glarus), war ein Schweizer evangelischer Geistlicher.

## Leben
Ernst Buss war der Sohn der Bargener Pfarrers Samuel Albrecht Buss (* 1809; † 1866) und dessen Ehefrau Anna Catharina (1819–1894), Tochter des Papierfabrikanten Johann Elias Samuel Kutter (1788–1864) aus Bargen bei Bern. Sein Bruder war Karl Emil Buss (* 6. März 1849 in Grindelwald; † 1878), Arzt.
Obwohl er anfangs Missionar werden wollte, studierte er an der Universität Bern evangelische Theologie sowie Religionswissenschaften und war von 1870 bis 1912 Pfarrer in Lenk, Zofingen, Basel und Glarus.
Beeinflusst von der radikalen Kritik des gängigen Missionswesens, unter anderem durch Ernst Friedrich Langhans mit dessen Schrift Pietismus und Christentum im Spiegel der äußern Mission, und bemüht um die Klärung des Verhältnisses von Mission und Religionsgeschichte, hielt Ernst Buss eine Reihe von Vorträgen und schrieb 1873 auf Anregung von Friedrich Nippold die von der Haager Gesellschaft zur Verteidigung der christlichen Religion preisgekrönte Schrift Die christliche Mission, ihre principielle Berechtigung und praktische Durchführung, die 1876 veröffentlicht wurde und in der sich seine missionstheologischen Grundgedanken wiederfinden. Anknüpfend an die Wahrheitselemente in nichtchristlichen Religionen sah er im „Christentum Christi“ deren Erfüllung. Er plädierte für die Befreiung der Mission aus ihren pietistischen und konfessionalistischen Fesseln und wollte sie als Aufgabe der gesamten Kirche verstanden wissen. Für ihn stand nicht die Bekehrung und Taufe im Vordergrund, sondern die Öffnung fremder Kulturen für christliches und allgemeines westliches Gedankengut. Dies hat wiederum den Protest von Gustav Warneck hervorgerufen, der die Frage nach dem Verhältnis von Christianisierung und Europäisierung stellte.
Um die geistige Revolution nicht aus den Augen zu verlieren, bedurfte es seiner Meinung nach, die vom Religionswissenschaftler Friedrich Max Müller beeinflusst wurde, wissenschaftlich ausgebildeter Missionare, die zunächst die Gebildeten zu erreichen versuchen und ein dogmenfreies Christentum predigen sollten, aber mit dem Ziel einer bodenständigen Volkskirche. Hierzu wurde den Missionaren zur Pflicht gemacht, „nicht nur die Sprache des Gastlandes in Wort und Schrift zu erlernen, sondern auch ihr Denken zu erforschen und die Kenntnis der ausserchristlichen Religionen in fortgesetztem Studium zu vertiefen“.
Er begründete, politisch und finanziell unterstützt durch Großherzog Carl Alexander am 4. Juni 1884 in Weimar den in Japan und China tätigen Allgemeinen Evangelisch-Protestantischen Missionsverein (ab 1929 Deutsche Ostasienmission), deren erster Präsident er bis 1892 war; unter den Gründungsmitgliedern befanden sich die Professoren Gustav Heinrich Bassermann und Otto Pfleiderer aus Berlin, der Indologe Friedrich Max Müller war Ehrenmitglied. Dazu gründete er die Zeitschrift für Missionskunde und Religionswissenschaft, die er herausgab und von 1886 bis 1940 publiziert und im Wesentlichen vom theologischen Liberalismus getragen wurde.

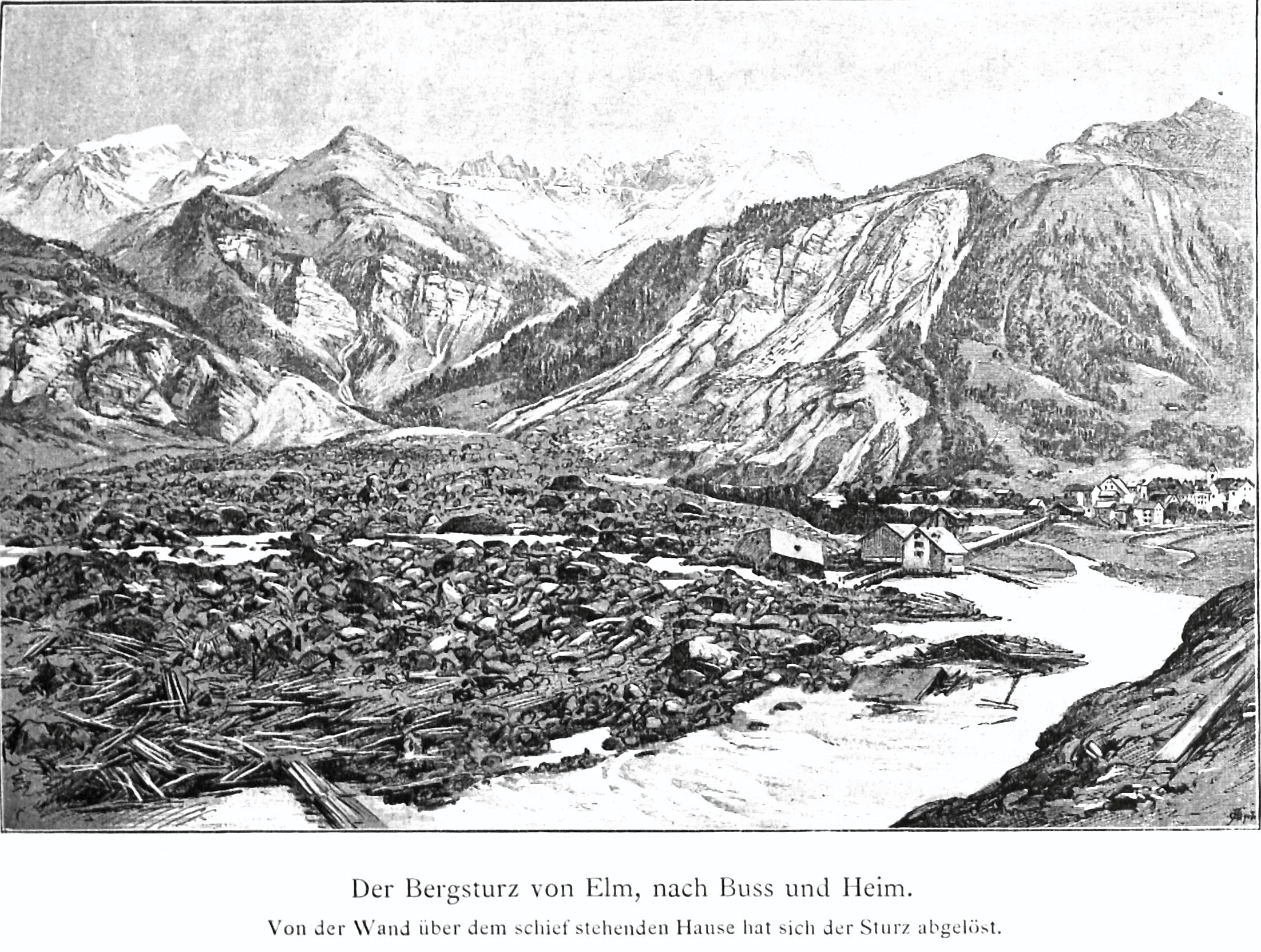
Der Bergsturz von Elm nach Buss und Heim

In seiner Freizeit beschäftigte er sich sehr viel mit der Erkundung der Alpen und veröffentlichte zahlreiche Schriften und Landschaftsmalereien zu seinen Wanderungen sowie zu den lokalen Bräuchen; darüber hinaus beschäftigte er sich, gemeinsam mit dem Ingenieurgeologen Albert Heim mit dem Bergsturz von Elm und veröffentlichte hierzu eine Broschüre.
Ernst Buss war seit 1870 mit Marie Friederike Christiane (geb. Müller) verheiratet.

## Mitgliedschaften
- In Glarus gründete Ernst Buss einen Verein zur Verbreitung religiöser Bilder.[10]
- Er war Vizepräsident des Schweizer Alpen-Clubs.[11]

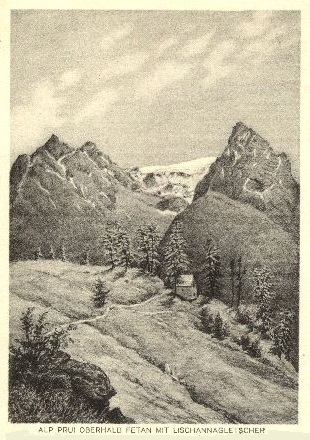
Lischanagletscher im Jahr 1922 von der Maiensäss Prui oberhalb von Ftan aus gesehen. Links vom Gletscher der Piz Lischana, rechts davon der Piz San Jon. Ernst Buss 1922.

## Zeichnungen
- Panorama vom Wildhorn. 1875.
- Glacier de la Plaine morte, vom Rohrbachstein. 1881.
- Panorama delle Alpi di Mesocco: al di sopra di San Bernardino. 1902.
- Panorama der Misoxer Alpen: Standort oberhalb des Dorfes St. Bernhardin. 1903.
- Panorama vom Camoghè. 1905.
- Panorama der Unter-Engadiner Alpen. 1907.
- Die südöstlichen Walliseralpen gezeichnet von der Riederalp. 1912.
- Der Aletschgletscher, von der Riederalp. 1913.
- Der Triestgletscher, von der Riederalp. 1913.
- Panorama vom Schlüchtli ob Tenna-Safien, Graubünden. 1913.
- Die südöstlichen Walliseralpen. 1913.

## Schriften (Auswahl)
- Eduard Osenbrüggen; Ernst Buss: Wanderstudien aus der Schweiz. Schaffhausen: Fr. Hurter'sche Buchhandlung, 1867–1881.
- Die Bildung des Volkes im Kanton Bern. Bern: Huber & Cie, 1873.
- Christliche Mission, ihre principielle Berechtigung und practische Durchführung. Leiden 1876.
- Die christliche Mission, Berechtigung und Durchführung. Leyde, 1876.
- Albert Treichler; Ernst Buss: Bad und Kurort Lenk im Berner Oberland. Bern: Rieder & Simmen, 1877.
- Das Bergleben in religiöser Beleuchtung: Zur Erinnerung an die Lenk. Bern 1878.
- Der Bergsturz von Elm, den 11. September 1881. Zürich 1881.
- Die Mission einst und jetzt. Frankfurt am Main, Diesterweg 1883.
- Glarnerland und Walensee: mit 57 Illustrationen von J. Weber und 2 Karten. Zürich: Orell Füssli, 1885.
- Die ersten 25 Jahre des Schweizer Alpenclub. Glarus 1889.
- Der freiwillige Armenverein von Glarus in den ersten 25 Jahren seines Bestandes. Glarus, 1897.
- Die gegenwärtige Stellung der Feldprediger im schweizerischen Bundesheer: aus dem Eröffnungswort bei der 3. Feldpredigerversammlung in Olten den 20. Juni 1898. Bern: Stämpfli, 1899.
- Führer für Glarnerland und Walensee. Glarus: Glarner Nachrichten, 1900.
- Die religiösen und weltlichen Festgebräuche im Kanton Glarus. Zürich: Cotti Dr, 1900.
- Die Stadtkirche von Glarus. Schwanden: Buchdruckerei Schwanden, 1905.
- Persönliche Erlebnisse auf dem Gebiet des Aberglaubens. Basel: G. Krebs, 1916.
- Die Grabtafel der Tschudi von 1566 auf dem Friedhof zu Glarus. Glarus: Buchdruckerei Glarner Nachrichten, 1916.
- Die Elmerstiftung in Glarus. Glarus Buchdruckerei Glarner Nachrichten 1918.
- Julie Weidenmann; Ernst Buss: Seele, mein Saitenspiel: Gedichte. Zürich; Leipzig: Rotapfel-Verlag, 1928.